# Batalla de Somosierra
La batalla de Somosierra fue un enfrentamiento entre las tropas españolas al mando del general español Benito de San Juan y las fuerzas francesas del Grande Armée bajo el mando directo de Napoleón durante la Guerra de la Independencia Española. La batalla tuvo lugar el 30 de noviembre de 1808 en el puerto de Somosierra, en la sierra de Somosierra, provincia de Segovia.
A pesar de que el general San Juan había escogido una posición defensiva extremadamente fuerte, la batalla resultó en una impresionante pero inevitable victoria francesa, gracias a la superioridad abrumadora en efectivos, instrucción y experiencia de combate frente a los españoles, y especialmente a la caballería polaca al servicio de Napoleón que realizó una carga sorpresiva contra un punto débil de las líneas españolas.
Como resultado de la batalla, la villa de Madrid quedó totalmente abierta e indefensa al avance francés y cuando Napoleón sitió rápidamente la ciudad y la bombardeo, la ciudad subsecuentemente se rindió de manera incondicional el 1 de diciembre de 1808.

## Contexto
Después de la catastrófica derrota francesa a manos de los españoles en la batalla de Bailén, el ejército francés decidió realizar una retirada estratégica y cruzaron la frontera hispano francesa regresaron a Francia para reagruparse; esto motivó a un furioso Napoleón a realizar una segunda invasión de España que él mismo dirigiría en persona.
Napoleón desarrolló entonces una brillante estrategia que consistió en rodear por dos direcciones distintas a todos los ejércitos españoles a lo largo de toda la frontera entre Francia y España. La ofensiva resultante fue completamente devastadora para España y obligó a todos sus ejércitos a replegarse ante el avance francés; la operación napoleónica ha sido descrita como "una avalancha de fuego y acero".
Cuando se dio la ofensiva dirigida por Napoleón en persona contra Madrid a finales de 1808, San Juan fue apresuradamente elegido como comandante de un recién formado Exercito de Castilla la Nueva, unidad que dirigió en la Somosierra.
Después de consultar con sus oficiales subordinados y de analizar la situación, San Juan decidió tratar de detener a Napoleón en un paso de montaña conocido como Somosierra, en una posición defensiva increíblemente fuerte y que en teoría parecía ser totalmente inexpugnable; más aún, el terreno era increíblemente difícil y escarpado por lo que una carga de caballería parecía ser imposible.
Durante su avance hacia Madrid, las fuerzas de Napoleón se vieron bloqueadas en el valle de Somosierra por unos 9000 españoles, procedentes de algunas divisiones de los ejércitos de Extremadura, Andalucía y Castilla, recién incorporados al Ejército del Centro y bajo el mando del general San Juan.
Para defender Madrid ante el avance de los 45.000 hombres del Grande Armée, la fuerza armada más poderosa del mundo, el militar encargado con la defensa de Madrid, el general Eguía, disponía de unos 21.000 hombres con poca experiencia o disciplina. Eguía envió a San Juan al mando de unos 12.000 hombres al segoviano puerto de Somosierra, la entrada más directa a Madrid. A su vez, San Juan envió a 3000-3500 hombres a Sepúlveda, a 30 kilómetros de Somosierra, y estableció otra barricada, formado por unos cientos de milicias en Cerezo de Abajo, a unos 10 km de Somosierra. A lo largo de un camino ascendente habían sido situadas cuatro baterías de cuatro cañones de 12 libras cada una para batir a la infantería francesa durante el ascenso hacia el puerto de montaña. Por otra parte, Eguía envió unos 9000 hombres del Ejército de Extremadura, bajo el general Heredia, a proteger el puerto de Guadarrama, unos 100 kilómetros al oeste, otra eventual vía del Sistema Central por la que Napoleón podría avanzar hacia Madrid.

## Desarrollo de la batalla
La batalla en sí comenzó cuando Napoleón ordenó al mariscal Victor, al mando de la vanguardia que atacara el puerto al amanecer del día 30. La mañana trajo una densa niebla que no se levantaría hasta mediodía. El desigual duelo artillero que se trabó en las primeras horas de la batalla puso de manifiesto que el fuego francés de contrabatería era algo completamente ineficaz a la hora de tomar la posición española. Las baterías españolas, además de bien servidas, eran muy superiores en alcance y potencia a sus contrapartes francesas, que solo contaban con artillería de campaña de un calibre de 6 y 8 libras. No obstante, la posición de las baterías españolas no se había protegido por obras, tierra, parapetos, caballos de frisia, cestones, ni ninguna otra previsión que pudiera estorbar un avance directo y decidido hacia ellas, lo que luego se demostraría clave en el desenlace de la batalla.

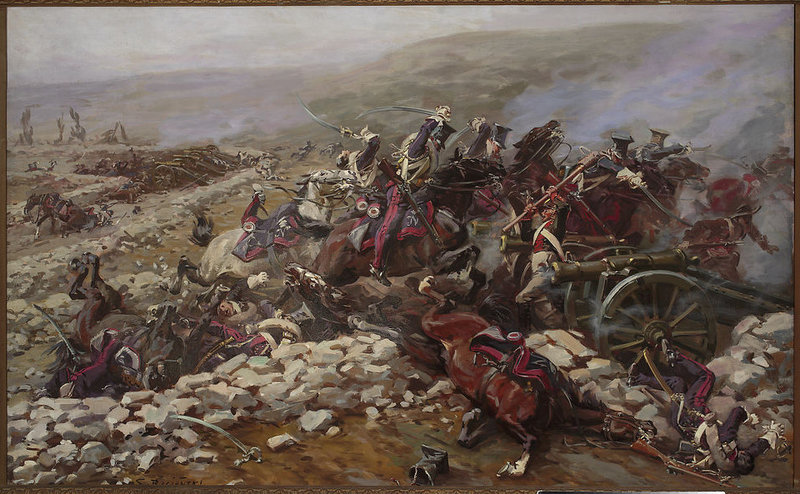
Somosierra, carga de la caballería ligera polaca en el valle de Somosierra. Obra de Stanisław Bagieński.

Ante las evidentes dificultades al flanqueo de la posición gracias al buen trabajo de la infantería española, apoyada por guerrillas y milicias, Napoleón, impaciente, ordenó avanzar por el estrecho desfiladero a sucesivas columnas de infantería de línea, que fueron martilleadas por el constante fuego de las baterías españolas causando la metralla una auténtica carnicería que obligó a retroceder una y otra vez a los regimientos de línea franceses. El estrecho puente que necesariamente tenían que cruzar los franceses antes de poder desplegar sus regimientos en línea de fuego hacía muy dificultoso el avance bajo el fuego de la artillería española. Decididamente San Juan había elegido un terreno excelente para plantear una batalla defensiva. La jornada avanzaba, eran las 11 de la mañana y al levantar la niebla Napoleón constató lo difícil y costoso que estaba resultando el ataque. Como era típico en él, ordenó otro ataque frontal, en este caso una carga a la compañía de Cazadores a Caballo que lo acompañaba como escolta. Esta carga fue deshecha por la artillería española a poco de comenzar, con grandes pérdidas. Es entonces que al parecer se recurrió al Tercer Escuadrón del Regimiento de Caballería Ligera Polaca de la División de Caballería de Lasalle, ese día de servicio junto al emperador.
Eran 150 jinetes liderados por Jan Kozietulski, que recibieron la orden de tomar a toda costa las posiciones fortificadas de artillería española. Napoleón dio la orden a pesar del distinto parecer de sus asesores, que juzgaban imposible tomar la posición con una carga directa. Los polacos, deseosos de demostrar su valía ante el emperador, se lanzaron a la carga a través del puente, y después por un camino ascendente de fuerte pendiente. A pesar de la pérdida de dos tercios de los jinetes, éstos consiguieron que los españoles perdieran su posición defensiva y los obligaron a retirarse del paso con ayuda de la División de Dragones de La Houssaye, que cargó en apoyo de los polacos.
La carga polaca pareció titubear en un principio ante el tupido fuego enemigo; sin embargo, Kozietulski los increpo gritando: Naprzód psiekrwie, Cesarz patrzy; frase que se traduciría en "¡Adelante desgraciados, el Emperador nos está viendo!".
Después de todo esto, Kozietulski perdió a su caballo mientras atacaba la primera batería española y después de esto se unió al ataque de un segundo escuadrón de caballería liderado por el teniente polaco Andrzej Niegolewski, quien dirigió personalmente el ataque hasta el final y recibió nueve heridas en total durante el combate: siete puñaladas con bayoneta y dos disparos de carabina en la cabeza.

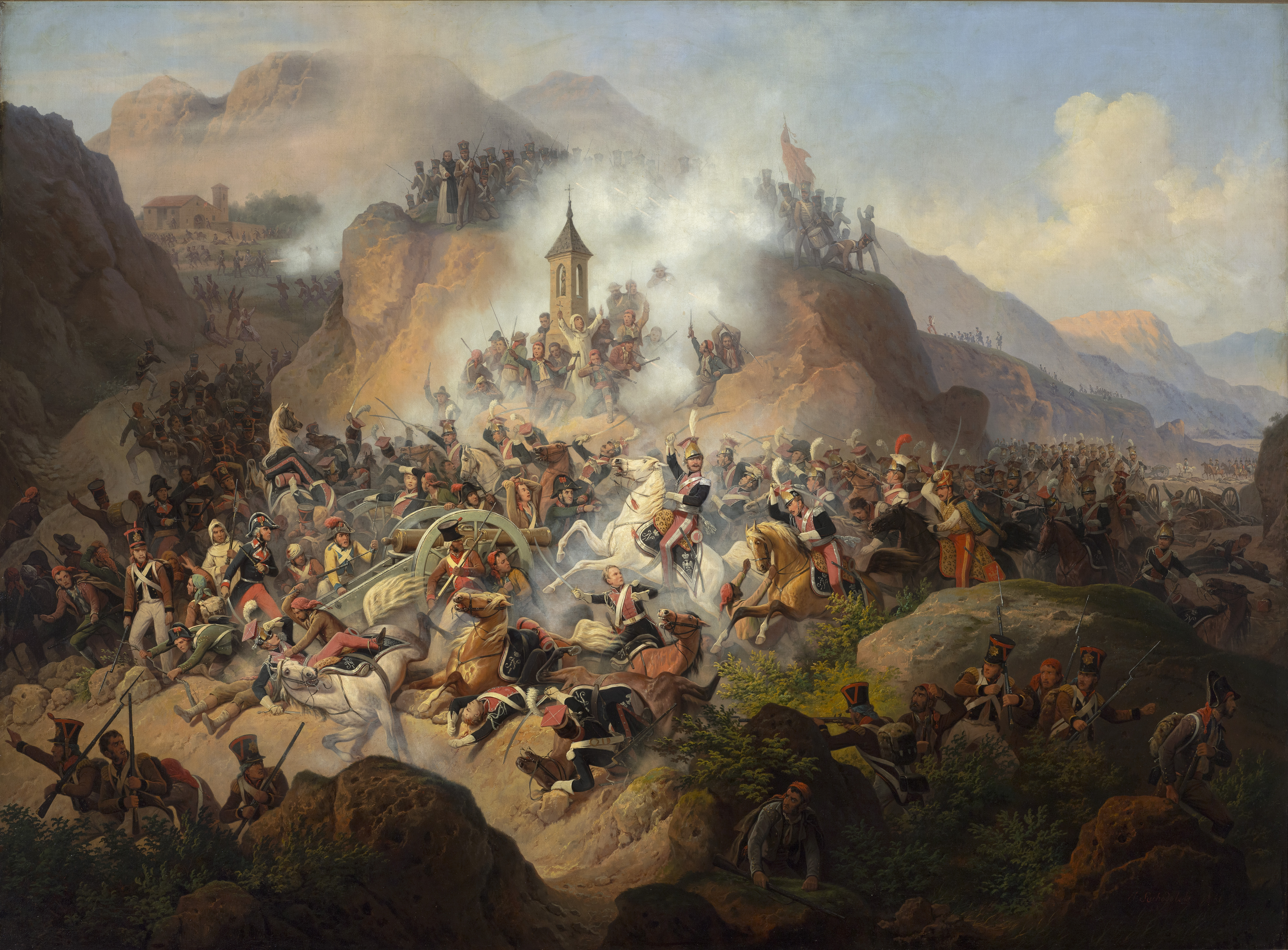
Batalla de Somosierra. Obra de January Suchodolski.

## Consecuencias
La derrota causó que el resto de las tropas españolas huyeran de inmediato mientras que todos los oficiales españoles (incluyendo todos los coroneles y todos los tenientes coroneles) fueron capturados por los franceses. Por su parte, San Juan trató sin éxito de detenerlos y reorganizar una nueva posición defensiva.
Adicionalmente, Madrid quedó abierta e indefensa a un avance por parte de los franceses que es lo que Napoleón hizo: El anuncio de la derrota de Somosierra causó pánico en Madrid, donde las autoridades formaron improvisadamente la Junta Permanente de Defensa para dirigir la defensa de la ciudad que evidentemente estaba a punto de ser sitiada lo cual sucedió rápidamente; cuando Napoleón llegó a la ciudad el 1 de diciembre, comenzó a negociar su rendición con la junta pero pronto perdió la paciencia e inició un breve pero intenso bombardeo de la ciudad tras lo cual la junta se rindió incondicionalmente el día 4 de diciembre de 1808. Madrid entregaría 2,500 soldados regulares y 20,000 milicias y guerrilleros que fueron posteriormente desarmados y desbandados.
Por su parte, San Juan también se vio obligado a retirarse junto a sus hombres y sufrió varias heridas durante el combate, pero también trató sin éxito de detener la huida de sus tropas y montar una segunda defensa de la capital; al final se retiró a un convento cercano para recuperarse de sus heridas. Pero el 7 de enero de 1809, San Juan fue asesinado por sus propios soldados quienes le dispararon y después ultrajaron su cadáver, el cual sería encontrado por tropas francesas dirigidas por el general Antoine Charles Louis Lasalle el 11 de enero. En este motín milagrosamente salvó la vida el famoso general Castaños, héroe de la batalla de Bailén, que casi es también asesinado como San Juan.

### La carga de caballería de Somosierra
Se cuenta que fue tal la proeza que la caballería polaca llevó a cabo aquel día que el propio Emperador impuso al oficial al mando de la misma la Orden de la Legión de Honor en el mismo escenario del combate, e incluso hoy el lugar de la batalla es recordado con una placa conmemorativa colocada por la República de Polonia y por otra placa que recuerda a todos los caídos en esta batalla, españoles y polacos, en la ermita de la Soledad, colocada por la Asociación Voluntarios de Madrid. que hoy se levanta en el lugar donde concluyó la batalla con la clamorosa victoria francesa. Al terminar la batalla, Napoleón elogiaría a los sobrevivientes diciendo "los proclamo mí caballería más valiente".
Napoleón también convertiría a varios de los polacos en nobles y miembros de aristocracia, además de también entregar una larga cantidad de condecoraciones y medallas.

Campañas francesas de la invasión de la península entre 1808 y 1812.

Desde el punto de vista del análisis de la táctica militar, es difícilmente comprensible que el ejército español perdiera de esa forma una batalla en una posición tan ventajosa. La carga suicida de la caballería polaca (posteriormente lanceros, pero entonces todavía armados con sables) contaba con pocas posibilidades, a poco que la posición se hubiera apoyado algo más decididamente con defensas pasivas, unidades de infantería de línea o unidades ligeras de caballería. Según testimonios de los jinetes, aun a pesar de que la carga alcanzó las piezas de la primera batería, los polacos dudaban de continuarla al comprobar el coste en vidas que habían tenido que pagar y lo terrible de la carnicería. No obstante, los supervivientes dijeron que la alocada huida de los españoles les animó a proseguir hasta que, sorprendidos, se vieron dueños de toda la posición artillera. Sin duda, las tropas españolas que fueron desplegadas en Somosierra no eran las mismas de la jornada de Bailén, y se ha comprobado que en gran medida estaban compuestas de soldados sin la debida instrucción y de voluntarios: San Juan disponía de seis batallones de tropa regular, dos batallones de milicias y siete batallones de hombres de alistamiento. Igualmente, la moral de los españoles estaba bajo mínimos debido a la escasez de medios, las derrotas de fechas recientes, el aura de la presencia de Napoleón en persona y la desunión del mando propio. Muchos factores que influyeron en que una acción con tan pocas probabilidades acabara teniendo tan rotundo éxito. No obstante, ni siquiera estos factores eximen de responsabilidad a los mandos españoles, que con mayor previsión habrían podido evitar una acción que no volvió a intentarse en la historia militar hasta la batalla de Balaclava en 1854, donde a pesar de lo épico de la carga de caballería británica, la lógica se impuso y esta no tuvo éxito.
Por la parte francesa, la medida puede considerarse igualmente precipitada pues lo más probable es que aumentando la presión sobre los flancos españoles, estos habrían terminado por ceder ante las más numerosas y más disciplinadas fuerzas francesas. Pero Napoleón era impaciente por naturaleza y ante todo no deseaba prolongar la batalla ni mucho menos permitir que la llegada de la noche permitiera a los españoles reforzar la posición.
Ya desde el mismo siglo corrían diferentes versiones sobre lo ocurrido allí como se refleja en su novela Napoleón en Chamartín obra perteneciente a la serie de los Episodios nacionales de Benito Pérez Galdós. Adicionalmente, más representaciones artísticas de la batalla y, especialmente, la carga de caballería polaca.
1. 1 2 3  de Cabanes y de Escofet, Francisco Xavier (1822). «Introducción». Esplicación del Cuadro Histórico-Cronológico de los Movimientos y Principales Acciones de los Ejércitos Beligerantes en la Península durante la Guerra de España contra Bonaparte, por la Sección de Historia Militar, una de las componen la comisión de gefes y oficiales de todas armas establecida en Madrid á las órdenes del Ministro de la Guerra. Sección de Historia Militar. Barcelona, España: Ministerio de Guerra de España/Imprenta de la Viuda é Hijos de D. Antonio Brusi. pp. 6-14. OCLC 1312279847 – via Google Books.
2. 1 2 3  Isabel Sánchez, José Luis (2009).  Pérez Garzón, Juan Sisinio, ed. Los hechos de guerra (PDF). España 1808-1814. De súbditos a ciudadanos 2 (1). Toledo, Spain: Sociedad Don Quijote de Conmemoraciones Culturales de Castilla-La Mancha/Sociedad Estatal de Conmemoraciones Culturales, D.L. pp. 65-88. ISBN 978-84-7788-534-4. OCLC 382401157 – via Biblioteca Virtual Miguel de Cervantes.
3. 1 2 3  Meléndez Teodoro, Álvaro (27 de marzo de 2009).  Calero Carretero, José Ángel; García Muñoz, Tomás, eds. La guerra de la independencia en Extremadura. Operaciones militares en el año 1808 (PDF). Jornadas de historia de las Vegas Altas "La batalla de Medellín" (28 de marzo de 1809). Medellín, Spain: Sociedad Extremeña de Historia/Ayuntamiento de Medellín/Ayuntamiento de Don Benito. pp. 307-324. ISBN 978-84-613-5602-7. OCLC 770929285 – via Dialnet.
4. 1 2 3 4 5  Cust, Edward (1862). «31. Napoleon defeats the patriots at Somo Sierra and enters Madrid». Annals of the wars of the nineteenth century, compiled from the most authentic histories of the period [Anales de las guerras del siglo diecinueve, compiladas de las más auténticas historias del período] II. London, United Kingdom: John Murray. p. 149. OCLC 432331074 language=Inglés – via Google Books.
5. 1 2 3  Lisicki, Paweł, ed. (27 de mayo de 2006). «Benito San Juan - nieszczęsny generał» [Benito San Juan, el general desafortunado]. Rzeczpospolita (en polaco) 123 (Varsovia, Polonia: Gremi Media SA). ISSN 0208-9130. LCCN sn98059057. OCLC 264077858.
6. 1 2 3  Pawly, Ronald (20 de febrero de 2012) [2007]. «The First Test: Spain, 1808». Napoleon’s Polish Lancers of the Imperial Guard [Los lanceros polacos de la Guardia Imperial de Napoleón]. Men-at-Arms (en inglés). Ilustraciones por Patrice Courcelle (2da edición). Londres, Reino Unido: Bloomsbury Publishing. pp. 13-20. ISBN 9781780964133. LCCN 2007299120. OCLC 1021804902 – via Google Books.
7. 1 2 3 4 5 6  Nieuważny, Andrzej (27 de mayo de 2006). «Najpiękniejsza z szarż» [Las cargas de caballería más hermosas].  En Lisicki, Paweł, ed. Rzeczpospolita (en polaco) 123 (Varsovia, Polonia: Gremi Media SA). ISSN 0208-9130. LCCN sn98059057. OCLC 264077858.
8. 1 2 3 4 5  de Llano y Ruiz de Saravía, José María (1848). «Total dispersión del ejército de San Juan». Historia del levantamiento, guerra y revolución de España, por el Conde de Toreno 2 (2nd edición). Madrid, Spain: Imprenta de J. Martín Alegría. pp. 69-70. ISBN 8422503387. LCCN 79366879. OCLC 7040450 – via Google Books.
9. 1 2 3 4 5  Esdaile, Charles J. (10 de junio de 2003) [2002]. «5. Somosierra: Napoleon's Revenge, November—December 1808». The Peninsular War: A New History [La guerra peninsular: Una nueva historia] (en inglés) (2da edición). Nueva York, Estados Unidos: Palgrave MacMillan. pp. 109-139. ISBN 9781403962317. LCCN 2003273462. OCLC 248370584 – via Archive.org.
10. 1 2 3  Chandler, 1 de diciembre de 2009, «61. Incomplete Achievement (Part Eleven. Peninsular Intrigues)», pp. 658-662.
11. ↑  Chandler, 1 de diciembre de 2009, «59. Imperial Intervention (Part Eleven. Peninsular Intrigues)», p. 620.
12. ↑  Chandler, 1 de diciembre de 2009, «59. Imperial Intervention (Part Eleven. Peninsular Intrigues)», pp. 631.
13. ↑  Churchill, Winston Leonard Spencer (3 de julio de 2014) [1958]. «Chapter VI. The Emperor of the French». A History of the English-Speaking Peoples [Una historia de los pueblos angloparlantes] (en inglés). Volume 3: The Age of Revolution (3ra edición). Londres, Reino Unido: Cassell & Co. p. 260. ISBN 9780880294256. LCCN 56003775. OCLC 22650811. doi:10.5040/9781472582386.ch-021.
14. ↑  Gallego Berzal, Eva María; Velasco Marcos, Ildefonso. «Puerto de Somosierra».  En Martínez Herrero, Ángel; Cano García, María; Navarro, Carmino et al., eds. Mancomunidad de Servicios del Valle Norte del Lozoya (Dirección General Reequilibrio Territorial de la Consejería de Administración Local y Digitalización). Asociación Grupo Local Sierra Norte de Madrid (). Madrid, España: Comunidad de Madrid. Archivado desde el original el 2 de diciembre de 2022.
15. 1 2 3  Chandler, 1 de diciembre de 2009, «59. Imperial Intervention (Part Eleven. Peninsular Intrigues)», p. 640.
16. 1 2 3 4  Reagan, Geoffrey (10 de marzo de 2009) [1987].  Batallé, Joan, ed. Historia de la incompetencia militar (Rafael Grasa, trad.). Biblioteca de Bolsillo. Diseño por Joan Batallé (7ma edición). Barcelona, España: Editorial Crítica (Grupo Planeta). ISBN 9788484321866. OCLC 970509324 – via Google Books.
17. ↑  Chandler, 1 de diciembre de 2009, «59. Imperial Intervention (Part Eleven. Peninsular Intrigues)», pp. 625-642.
18. 1 2 3  Mora Palazón, Alfonso (1 de enero de 2008). «El «Plan Topographique de la Ville de Madrid et de ses environs», de 1808, escenario de los tristes acontecimientos» (PDF).  En Portela Sandoval, Francisco José; Sánchez Álvarez-Insúa, Alberto; Alvar Ezquerra, Alfredo; Aparisi Laporta, Luis Miguel; de Aguinaga, Enrique; Espadas Burgos, Manuel; Fernández Talaya, María Teresa, eds. Consejo Superior de Investigaciones Científicas (CSIC). Anales del Instituto de Estudios Madrileños (Madrid, España: Instituto de Estudios Madrileños). XLVII (Extraordinario Segundo Centenario de 1808) (1): 359-382. ISSN 0584-6374. LCCN 76640847. OCLC 1779968.
19. 1 2 3 4  Davies, Huw J. (1 de enero de 2016). «Chapter 7. An Ulcer Inflamed: Napoleon's Campaign in Spain, 1808».  En Leggiere, Michael V.; DeVries, Kelly; France, John; Neiberg, Michael S.; Schneid, Frederick, eds. Napoleon and the Operation Art of War: Essays in Honor of Donald D. Howard [Napoleón y el arte de la guerra operacional: Ensayos en honor de Donald D. Howard]. History of Warfare (en inglés) 110. Leiden, Países Bajos: Brill. pp. 199-234. ISBN 9789004270343. ISSN 1385-7827. LCCN 2015042278. OCLC 929863569. doi:10.1163/9789004310032_009 – via Google Books.
20. 1 2  Muñoz Maldonado, José (1 de junio de 1833). «Capítulo VII». Historia política y militar de la guerra de la independencia de España contra Napoleon Bonaparte desde 1808 á 1814 II. Madrid, Spain: Imprenta de D. José Palacios. p. 107. OCLC 14120417 – via Google Books.
21. 1 2  Fernández-Sanguino Fernández, 2012, «2. Periódicos españoles», pp. 160-161.
22. ↑  Fernández-Sanguino Fernández, 2012, «2. Periódicos españoles», p. 89.
23. ↑  Fernández García, David (30 de diciembre de 2013). «La muerte del General Benito San Juan». LOVE Talavera. Talavera de la Reina, Spain: Buen Arte Visual S.L. Archivado desde el original el 28 de febrero de 2021.
24. ↑  Szczęsny-Kostanecki, D. (1 de enero de 2016). «Promotions, Decorations and Ennoblement in the Napoleonic Army. The Case of Polish Officers in the Peninsular War (1808—1813)» [Ascensos, condecoraciones y ennoblecimiento en el Ejército Napoleónico. El caso de los oficiales polacos en la Guerra Peninsular (1808—1813)]. Electronic Kyiv-Mohyla Academy. Naukovi zapysky NaUKMA. Istorychni nauky (en ucraniano e inglés) (Kiev, Ucrania: Universidad Nacional de la Academia Kiev-Mohyla (NaUKMA)). 182 (Історичні науки) (1): 62-67. ISSN 2663-0621. LCCN 21130585. OCLC 1254075413. hdl:123456789/10966 – via Electronic Kyiv-Mohyla Academy Institutional Repository.
25. ↑  Pérez Galdós, Benito (19 de mayo de 2022) [1874]. «XI». Napoleón en Chamartín. Episodios nacionales. Alicante, España. pp. 57-58. ISBN 9788411430241 – via Biblioteca Virtual Miguel de Cervantes
•Texto completo también disponible en Wikisource: https://es.wikisource.org/wiki/Napole%C3%B3n_en_Chamart%C3%ADn/11
26. ↑  Pawlak, Magdalena J. (15 de enero de 2011). «Malarski a historyczny wizerunek szarży pod Somosierrą na przykładzie szkiców do panoramy „Somosierra” Wojciecha Kossaka» [Una imagen pictórica e histórica de la carga de Somosierra sobre el ejemplo de bocetos para el panorama de "Somosierra" de Wojciech Kossak] (PDF).  En Pusia, Wieslawa; Kity, Jaroslawa, eds. Studia z Historii Społeczno-Gospodarczej XIX i XX Wieku (en polaco) (Lodz, Polonia: Wydawnictwo Uniwersytetu Łódzkiego) 9 (1). ISSN 2450-6796. OCLC 54673869. hdl:11089/10703.
27. ↑  Pérez-Ruiz, Leonor (10 de enero de 2020). «The heritage of the War of Independence: Napoleon's route along the Duero River» [La herencia de la Guerra de la Independencia: La ruta de Napoleón sobre el río Duero] (PDF).  En Millán Vázquez de la Torre, María Genoveva; Hernández Rojas, Ricardo D.; Martínez Cárdenas, Rogelio, eds. Journal of Tourism and Heritage Research (en inglés) (Málaga, España: Asociación de  Investigación y Estudios del Sector Turístico (INVESTUR)) 3 (4): 183-198. ISSN 2659-3580. OCLC 1146660042ORCID: 0000-0003-2750-4447